# 皇牌
皇牌（英語：trump）是啤牌類遊戲的一項術語，常見於吃磴遊戲中，如橋牌，通常有其中一種花色或特定牌成為皇牌，會比起其他牌的地位更高，玩家獲得越多皇牌便越有優勢。在遊戲傷心小棧中，紅心牌及黑桃（葵扇）Q便是皇牌，在很多其他類型的遊戲，如Spades，皇牌便為黑桃。橋牌等叫牌類遊戲中，玩家需要通過叫牌方式決定皇牌為哪種花色。